# USS Windham Bay (CVE-92)
USS Windham Bay (CVE-92/CVU-92) là một tàu sân bay hộ tống lớp Casablanca được Hải quân Hoa Kỳ chế tạo trong Chiến tranh Thế giới thứ hai. Tên nó được đặt theo một vịnh cách 45 dặm (72 km) về phía Đông Nam Juneau thuộc Alaska. Nó đã hoạt động cho đến hết Thế Chiến II, xuất biên chế năm 1946; nhưng được cho nhập biên chế trở lại năm 1950 để phục vụ trong Chiến tranh Triều Tiên và sau đó, cho đến khi bị tháo dỡ năm 1961. Windham Bay được tặng thưởng ba Ngôi sao Chiến trận do thành tích phục vụ trong Thế Chiến II.

## Thiết kế và chế tạo
Windham Bay được đặt lườn tại Xưởng tàu Vancouver của hãng Kaiser Company, Inc. ở Vancouver, Washington vào ngày 5 tháng 1 năm 1944. Nó được hạ thủy vào ngày 29 tháng 3 năm 1944; được đỡ đầu bởi bà Henry M. Cooper; và được nhập biên chế vào ngày 3 tháng 5 năm 1944 dưới quyền chỉ huy của Hạm trưởng, Đại tá Hải quân Charles W. Oexle.

## Lịch sử hoạt động

### Thế Chiến II
Sau khi tiến hành chạy thử máy huấn luyện tại Puget Sound, Washington, Windham Bay lên đường đi San Diego vào ngày 6 tháng 6 năm 1944, hoạt động thử nghiệm máy phóng máy bay và huấn luyện chuẩn nhận phi công tàu sân bay trước khi đón lên tàu hành khách và máy bay để vận chuyển đến quần đảo Hawaii. Nó khởi hành từ San Diego vào ngày 12 tháng 6 và đi đến Trân Châu Cảng vào ngày 19 tháng 6, hoán đổi hành khách và hàng hóa cho chặng đường tiếp theo hướng sang quần đảo Marshall, rồi rời cảng vào ngày 25 tháng 6. Đi đến Majuro vào ngày 2 tháng 7, nó chất dỡ hàng hóa trước khi tiếp tục đi đến Kwajalein, nơi nó đón lên tàu máy bay và nhân sự của Liên đội Tiêm kích bay đêm 532 Thủy quân Lục chiến (VMF(N)-532) để đưa đến khu vực quần đảo Mariana. Những máy bay Thủy quân Lục chiến cất cánh tại vị trí gần Saipan, và chiếc tàu sân bay đi đến điểm thả neo Garapan để tiếp tục chất dỡ hàng hóa của phi đội.
Windham Bay chất lên tàu một lô máy bay chiếm được của Nhật Bản cùng những vật liệu khác để chuyên chở về Hawaii; nó về đến Trân Châu Cảng vào ngày 10 tháng 7 và ở lại đây trong 15 ngày, trước khi lên đường quay về vùng bờ Tây vào ngày 25 tháng 7. Con tàu về đến San Diego vào ngày 31 tháng 7, và không lâu sau được cho đại tu tại San Pedro California. Công việc sửa chữa kéo dài suốt tháng 8, và con tàu lại ra khơi vào ngày 1 tháng 9 cùng một lô máy bay để hướng đến Emirau và Manus. Nó đi đến Emirau vào giữa tháng và đến Manus vào ngày 18 tháng 9. Từ đây, nó đi đến Espiritu Santo vận chuyển hành khách rồi quay trở về Manus vào ngày 5 tháng 10 với một lô máy bay. Sau một chuyến viếng thăm ngắn đến Guadalcanal vào giữa tháng 10, chiếc tàu sân bay lên đường quay trở về Hoa Kỳ, đi ngang qua Espiritu Santo và về đến San Diego vào ngày 20 tháng 10. Trong tháng 11, nó thực hiện chuyến đi từ vùng bờ Tây đến khu vực Nam Thái Bình Dương, chuyên chở máy bay đến Manus, và đón nhận 350 thương binh trong chiến dịch Palau tại Guadalcanal vào ngày 24 tháng 11, và đưa họ quay trở về San Diego.
Windham Bay ở lại cảng San Diego từ ngày 10 đến ngày 27 tháng 12, trước khi nó tiếp tục nhiệm vụ vận chuyển máy bay. Con tàu đi đến Trân Châu Cảng vào ngày 2 tháng 1 năm 1945, chất dỡ hàng hóa máy bay hoán đổi với một lô máy bay tiêm kích F4U Corsair. Nó rời Trân Châu Cảng vào ngày 5 tháng 1, đi đến đảo san hô Midway vào ngày 9 tháng 1 để chất dỡ những chiếc Corsair, rồi lên đường vào ngày hôm sau để quay trở về Oahu vào ngày 13 tháng 1. Nó rời Trân Châu Cảng vào ngày 1 tháng 2 để đi sang khu vực Trung tâm Thái Bình Dương chuyên chở máy bay cho Lực lượng Đặc nhiệm 58, ghé qua Eniwetok trong hành trình đi sang đảo san hô Ulithi thuộc quần đảo Caroline.
Từ Ulithi, Windham Bay hoạt động cùng Đội đặc nhiệm 50.8, đội tiếp liệu trực thuộc Đệ Ngũ hạm đội, để hỗ trợ hoạt động không kích trong các chiến dịch Iwo Jima và Okinawa. Trong bốn tháng tiếp theo, con tàu ghé qua Guam và quần đảo Ryūkyū; và trong các ngày 4 và 5 tháng 6, đang khi di chuyển cùng đội tiếp liệu để hỗ trợ Lực lượng Đặc nhiệm 58 cho các cuộc không kích xuống Okinawa, chiếc tàu sân bay đi ngay vào một cơn bão, làm mất mát và hư hại máy bay cũng như hư hỏng sàn đáp và hầm chứa máy bay. Nó rời quần đảo Mariana vào ngày 16 tháng 6 để quay trở vể Oahu. Nó về đến Trân Châu Cảng vào ngày 25 tháng 6, để lại lên đường hai ngày sau đó, đi vào cảng San Diego vào ngày 11 tháng 7, được sửa chữa ngay những hư hại nó chịu đựng bởi cơn bão trước đó. Việc sửa chữa kéo dài cho đến cuối tháng 8, nên nó lỡ mất những tuần cuối cùng của chiến tranh.
Windham Bay rời San Diego vào ngày 26 tháng 8 để quay trở lại khu vực Trung tâm Thái Bình Dương, vận chuyển Liên đội Tiêm kích Thủy quân Lục chiến VMF-312 đến Guam. Nó dừng một chặng ngắn tại Trân Châu Cảng và đi đến cảng Apra vào ngày 15 tháng 9. Sau khi chất dỡ máy bay và hành khách tại Guam, nó hướng sang Samar thuộc quần đảo Philippine, đến nơi vào ngày 19 tháng 9, tiếp nhận hành khách, máy bay và thiết bị để chuyển về Hawaii. Con tàu khởi hành từ Leyte vào ngày 24 tháng 9, ghé qua Guam vào ngày 27 tháng 9, và về đến Oahu vào ngày 7 tháng 10. Nó lại lên đường ngay ngày hôm sau để quay về vùng bờ Tây, về đến San Diego vào ngày 14 tháng 10.
Windham Bay lên đường đi Trân Châu Cảng năm ngày sau đó để tham gia Chiến dịch Magic Carpet, giúp hồi hương quân nhân đang phục vụ ở nước ngoài. Sau một chuyến khứ hồi đến vịnh San Pedro và quay trở về Trân Châu Cảng, nó lại lên đường đi sang khu vực Tây Thái Bình Dương vào ngày 13 tháng 11, đi đến Samar vào ngày 26 tháng 11, đón hành khách lên tàu trước khi quay trở về vào ngày 28 tháng 11. Chiếc tàu sân bay ghé qua Oahu trước khi về đến Port Hueneme, California vào ngày 17 tháng 12, rồi chuyển đến San Pedro, California vào ngày hôm sau, ở lại đây cho đến đầu năm 1946.
Windham Bay rời San Pedro vào ngày 8 tháng 1 năm 1946 để hướng sang Hawaii, đi đến Trân Châu Cảng vào ngày 14 tháng 1. Nó rời Oahu vào ngày 15 tháng 1 và về đến San Pedro vào ngày 21 tháng 1, nhưng được điều động đến Tacoma, Washington không lâu sau đó, nơi nó được đưa vào Hạm đội Dự bị Thái Bình Dương vào ngày 25 tháng 1 năm 1946. Con tàu được cho xuất biên chế vào ngày 23 tháng 8 năm 1946.

### Chiến tranh Triều Tiên và sau đó
Sau khi Chiến tranh Triều Tiên bùng nổ vào mùa Hè 1950, Windham Bay được cho nhập biên chế trở lại tại Bremerton, Washington vào ngày 28 tháng 10 năm 1950 dưới quyền chỉ huy của Hạm trưởng, Đại tá Hải quân Charles E. Brunton. Nó lên đường đi khu vực Nam California vào ngày 20 tháng 11, ghé qua San Francisco trên đường đi và đi đến San Diego vào ngày 2 tháng 12. Nó khởi hành 11 ngày sau đó để quay trở lại San Francisco, nơi nó đón hành khách cho một chuyến đi sang Trân Châu Cảng vào ngày 19 tháng 12. Con tàu quay trở lại Alameda, California thuộc vùng bờ Tây vào ngày 2 tháng 1 năm 1951, rồi lên đường đi sang Tây Thái Bình Dương năm ngày sau đó. Nó đi đến Yokohama, Nhật Bản vào ngày 24 tháng 1, chất dỡ một lô hàng máy bay để sử dụng trong cuộc chiến tranh tại Triều Tiên, cuộc xung đột mà Hoa Kỳ tham gia theo nghị quyết của Liên Hợp Quốc. Rời Nhật Bản hai ngày sau đó, con tàu ghé qua Sài Gòn tại Đông Dương thuộc Pháp và Manila, Philippines trước khi lên đường quay trở về Hoa Kỳ. Nó về đến San Francisco vào ngày 24 tháng 2.
Từ đó, Windham Bay thực hiện những chuyến đi thường lệ vận chuyển tiếp liệu vượt Thái Bình Dương, giữa Hoa Kỳ và Nhật Bản; trong 20 tháng tiếp theo nó đã hoàn tất chín chuyến khứ hồi, khởi đầu tại San Francisco hay San Diego, đi đến Yokosuka, Nhật Bản rồi kết thúc tại San Francisco. Nó tách khỏi thông lệ này khi viếng thăm Cao Hùng, Đài Loan và Bangkok, Thái Lan vào tháng 10 và tháng 11 năm 1952, quay trở lại Nhật Bản và về đến Alameda vào ngày 9 tháng 12.
Windham Bay tiếp tục nhiệm vụ vận chuyển máy bay giữa Hoa Kỳ và Nhật Bản trong năm 1953. Tuy nhiên, chiến sự tại Triều Tiên đã dần dần lắng dịu trong giai đoạn này, và những chuyến đi của nó cũng mang tính chất thời bình nhiều hơn. Ngoài Yokosuka, con tàu viếng thăm nhiều cảng khác tại Viễn Đông, bao gồm quần đảo Hawaii, Nhật Bản và Philippines. Đông Dương thuộc Pháp là điểm đến thường xuyên của con tàu, khi nó viếng thăm Sài Gòn, thủ đô của Việt Nam Cộng Hòa mới thành lập, vào tháng 5 năm 1954 và tháng 2-tháng 3 năm 1955. Nó được xếp lại lớp như một tàu sân bay đa dụng với ký hiệu lườn CVU-92 vào ngày 12 tháng 6 năm 1955, rồi viếng thăm Naha, Okinawa vào tháng 5 năm 1957, rồi lại ghé qua Sài Gòn vào tháng 12.
Windham Bay được cho xuất biên chế vào tháng 1 năm 1959, và được đưa về Đội San Francisco trực thuộc Hạm đội Dự bị Thái Bình Dương. Tên nó được cho rút khỏi danh sách Đăng bạ Hải quân vào ngày 1 tháng 2 năm 1959, và con tàu được bán cho hãng Hugo Neu Steel Products Corp. tại New York để tháo dỡ, và được tháo dỡ tại Nhật Bản vào tháng 2 năm 1961.

## Phần thưởng
Windham Bay được tặng thưởng ba Ngôi sao Chiến trận do thành tích phục vụ trong Thế Chiến II.